# 後藤弘 (タレント)
後藤 弘（ごとう こう、2001年6月10日）は、日本のタレント、クイズプレイヤー、実業家。

## 略歴
東京都出身。開成高校卒業後、東京大学理科一類を経て、同大学工学部システム創成学科に進学。
2017年、高校生クイズ2017で準優勝した。
2021年4月から2024年9月まで、『東大王』（TBS系列）に出演し、2023年にミスター東大2023グランプリを受賞。
2024年3月6日、教育サービス事業「株式会社bestiee」を設立した。

## 人物
- 趣味はカラオケ、ポーカー、謎解き[1]。
- 特技はじゃんけん[1]。
- 憧れの有名人はカズレーザー[1]。
- 座右の銘は点滴穿石[1]。
- 妹がいる[7]。

## 出演

### 過去のレギュラー番組
- 東大王（TBS系列、2021年4月 - 2024年9月）[2]

### その他の出演番組
- 最強の頭脳 日本一決定戦! 頭脳王(日本テレビ系列、2021年2月19日[8])